# Barbara Harel
Barbara Harel (* 5. Mai 1977 in Nantes) ist eine ehemalige französische Judoka. Sie war Europameisterin 2000 und 2006 und gewann Bronzemedaillen bei den Europameisterschaften 2001 und 2008.

## Sportliche Karriere
Die 1,60 m große Barbara Harel trat im Leichtgewicht an, der Gewichtsklasse bis 56 Kilogramm, ab 1998 bis 57 Kilogramm. 1995 war Harel Junioreneuropameisterin. 1999 gewann sie ihren ersten französischen Meistertitel. Bei den Europameisterschaften 2000 in Breslau bezwang sie im Viertelfinale die Italienerin Cinzia Cavazzuti, im Halbfinale die Niederländerin Jessica Gal und im Finale die Schwedin Pernilla Andersson. Vier Monate später bei den Olympischen Spielen in Sydney gewann sie ihren ersten Kampf gegen Lauri Pace aus Malta nach 58 Sekunden, verlor aber dann im Achtelfinale gegen die Kubanerin Driulis González nach 56 Sekunden. In ihrem ersten Kampf in der Hoffnungsrunde bezwang sie die Belgierin Marisabel Lomba nach 1:28 Minuten und verlor dann gegen Cinzia Cavazzuti in einem Kampf über vier Minuten. Letztlich belegte Harel den siebten Platz. 
Bei den französischen Meisterschaften 2001 verlor Harel das Finale gegen Magali Baton. Vier Monate später fanden in Paris die Europameisterschaften 2001 statt. Harel verlor im Halbfinale gegen die Niederländerin Deborah Gravenstijn, den Kampf um Bronze gewann sie gegen Pernilla Andersson. 2002 gewann sie zum zweiten Mal bei den französischen Meisterschaften. Bei den Europameisterschaften 2002 und 2003 belegte sie jeweils den fünften Platz. Im Spätsommer 2003 fanden in Osaka die Weltmeisterschaften 2003 statt. Harel unterlag im Viertelfinale der Deutschen Yvonne Bönisch, nach zwei Siegen in der Hoffnungsrunde unterlag sie im Kampf um Bronze Deborah Gravenstijn. Bei den Olympischen Spielen 2004 in Athen unterlag Harel in ihrem Auftaktkampf nach 11 Sekunden der Kubanerin Yurisleidy Lupetey. Mit Siegen über die Schweizerin Lena Göldi und die Russin Natalija Jucharewa erreichte Harel den Kampf um Bronze, den sie nach 3:38 Minuten gegen Deborah Gravenstijn verlor.
2006 unterlag Harel im Finale der Französischen Meisterschaften Annabelle Euranie. Bei den Europameisterschaften in Tampere bezwang Harel im Viertelfinale die Schwedin Maria Lindberg, im Halbfinale Sabrina Filzmoser aus Österreich und im Finale Kifayət Qasımova aus Aserbaidschan. Im Jahr darauf schied sie in ihrem zweiten Kampf bei den Europameisterschaften in Belgrad gegen Natalija Jucharewa aus. bei den Weltmeisterschaften 2007 in Rio de Janeiro unterlag sie im Viertelfinale der Ungarin Bernadett Baczkó und im ersten Kampf der Hoffnungsrunde Yvonne Bönisch. 2008 bei den Europameisterschaften in Lissabon unterlag sie im Halbfinale der Spanierin Isabel Fernández, den Kampf um Bronze gewann Harel gegen die Serbin Radmila Perišić. Vier Monate später bei den Olympischen Spielen in Peking unterlag Harel im Viertelfinale der Italienerin Giulia Quintavalle. In der Hoffnungsrunde besiegte sie Bernadett Baczkó und Yvonne Bönisch, den Kampf um Bronze verlor sie nach 2:09 Minuten gegen die Chinesin Xu Yan. 2009 erreichte Barbara Harel das Finale der Mittelmeerspiele in Pescara und gewann Silber hinter der Griechin Ioulietta Boukouvala.